# Киевский пивоваренный завод
Киевский пивоваренный завод  — предприятие пищевой промышленности Украины, которое занимается производством и сбытом как пива, так и безалкогольных напитков. Завод находится в Киеве и входит в состав компании Carlsberg Ukraine.

## История и современность завода
Киевский пивоваренный завод был официально открыт 7 июня 2004 года. Общая сумма инвестиций, направленных на строительство завода, составила более 68 млн долларов США. Мощность производства Киевского пивоваренного завода составляет 470 млн литров пива в год. Количество сотрудников завода — более 400 человек.